# العلاقات البنمية الرومانية
العلاقات البنمية الرومانية هي العلاقات الثنائية التي تجمع بين بنما ورومانيا.

## مقارنة بين البلدين
هذه مقارنة عامة ومرجعية للدولتين:
| وجه المقارنة                                              | بنما                      | رومانيا                                                                               |
| --------------------------------------------------------- | ------------------------- | ------------------------------------------------------------------------------------- |
| المساحة (كم2)                                             | 74.18 ألف                 | 238.40 ألف                                                                            |
| عدد السكان (نسمة)                                         | 4.10 مليون                | 19.59 مليون                                                                           |
| الكثافة السكانية (ن./كم²)                                 | 55.27                     | 82.17                                                                                 |
| العاصمة                                                   | بنما                      | بوخارست                                                                               |
| اللغة الرسمية                                             | اللغة الإسبانية           | اللغة الرومانية                                                                       |
| العملة                                                    | بالبوا بنمي، دولار أمريكي | ليو روماني                                                                            |
| الناتج المحلي الإجمالي (بليون دولار)                      | 61.84 مليار               | 211.80 مليار                                                                          |
| الناتج المحلي الإجمالي (تعادل القوة الشرائية) بليون دولار | 87.37 مليار               | 465.56 مليار                                                                          |
| الناتج المحلي الإجمالي الاسمي للفرد دولار أمريكي          | 13.27 ألف                 | 9.47 ألف                                                                              |
| الناتج المحلي الإجمالي للفرد دولار أمريكي                 | 20.89 ألف                 | 23.63 ألف                                                                             |
| مؤشر التنمية البشرية                                      | 0.780                     | 0.793                                                                                 |
| رمز المكالمات الدولي                                      | +507                      | +40                                                                                   |
| رمز الإنترنت                                              | .pa                       | .ro                                                                                   |
| المنطقة الزمنية                                           | 00                        | ت ع م+02:00، ت ع م+03:00، أوروبا/بوخارست ‏، توقيت شرق أوروبا، توقيت شرق أوروبا الصيفي ‏ |

## منظمات دولية مشتركة
يشترك البلدان في عضوية مجموعة من المنظمات الدولية، منها:
| علم المنظمة | اسم المنظمة                               | تاريخ انضمام بنما | تاريخ انضمام رومانيا |
| ----------- | ----------------------------------------- | ----------------- | -------------------- |
|             | مؤسسة التنمية الدولية                     | 1 سبتمبر 1961     | 12 أبريل 2014        |
|             | منظمة التجارة العالمية                    | ?                 | 1995                 |
|             | مؤسسة التمويل الدولية                     | 20 يوليو 1956     | 23 سبتمبر 1990       |
|             | منظمة حظر الأسلحة الكيميائية              | ?                 | ?                    |
|             | الأمم المتحدة                             | 13 نوفمبر 1945    | 14 ديسمبر 1955       |
|             | الاتحاد الدولي للاتصالات                  | 14 يوليو 1914     | 9 فبراير 1866        |
|             | منظمة الشرطة الجنائية الدولية             | ?                 | ?                    |
|             | البنك الدولي للإنشاء والتعمير             | 14 مارس 1946      | 15 ديسمبر 1972       |
|             | الاتحاد البريدي العالمي                   | ?                 | ?                    |
|             | المركز الدولي لتسوية المنازعات الاستشارية | 8 مايو 1996       | 12 أكتوبر 1975       |
|             | وكالة ضمان الاستثمار متعدد الأطراف        | 21 فبراير 1997    | 10 سبتمبر 1992       |
|             | يونسكو                                    | 10 يناير 1950     | 27 يوليو 1956        |
|             | الفريق المعني برصد الأرض                  | ?                 | ?                    |

## وصلات خارجية
- موقع وزارة الخارجية البنمية
- موقع وزارة الخارجية الرومانية